# 杜布拉夫卡 (日達喬夫區)
49°13′1″N 24°15′5″E / 49.21694°N 24.25139°E

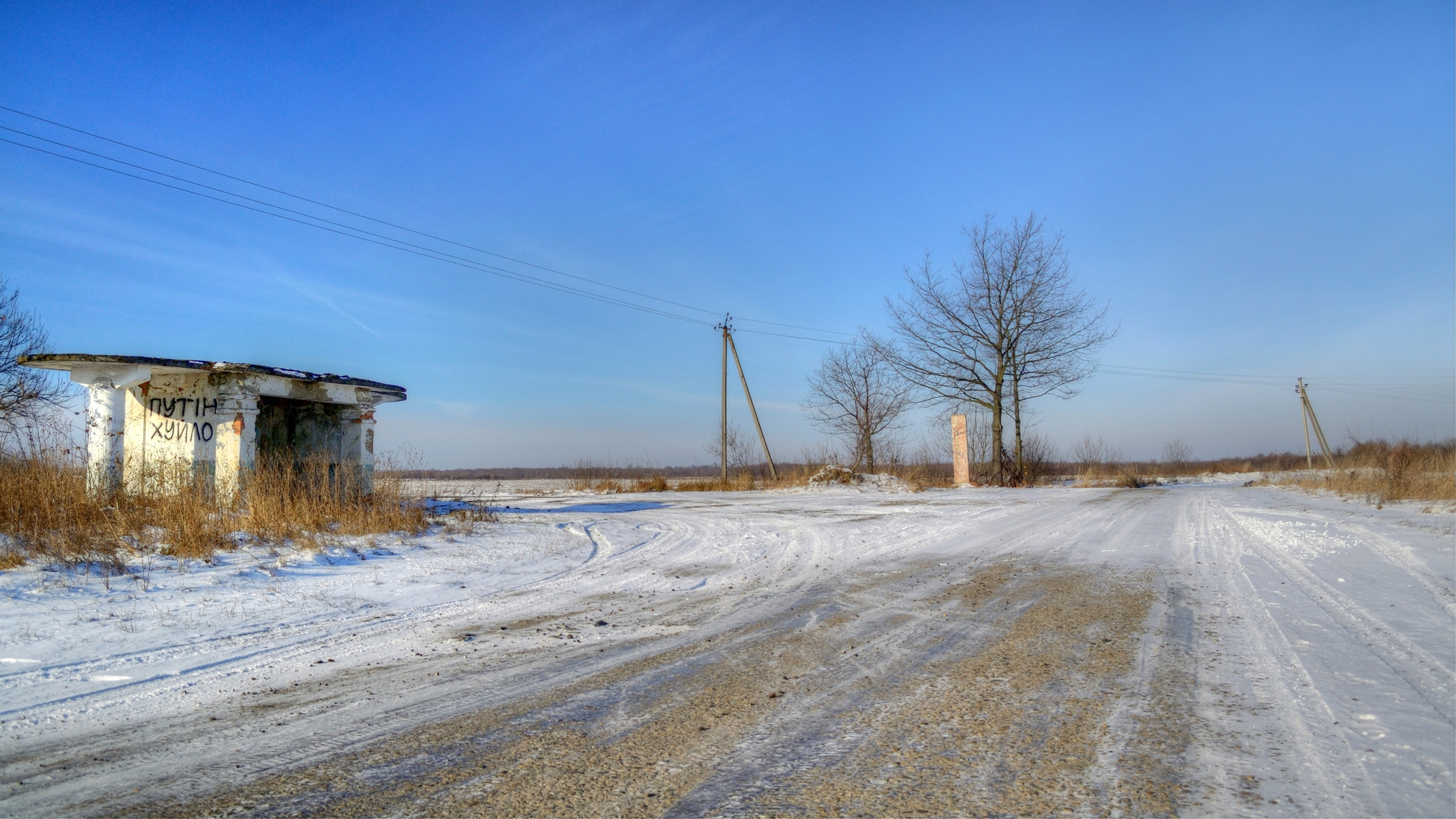

杜布拉夫卡（烏克蘭語：Дубравка），是烏克蘭西部的村莊，隸屬利維夫州的斯特雷區。該村面積1.28平方公里，海拔高度249米，2001年人口439，人口密度每平方公里342.97人。